# Probarbus labeaminor
Probarbus labeaminor é uma espécie de peixe actinopterígeo da família Cyprinidae.
Pode ser encontrada nos seguintes países: Laos e Tailândia.